# Niels Laupert
Niels Laupert (* 11. April 1975 in Frankfurt am Main) ist ein deutscher Regisseur, Produzent und Drehbuchautor.

## Biographie
Niels Laupert wuchs in Kronberg im Taunus auf und arbeitete nach dem Abitur zunächst bei diversen Filmproduktionen und Postproduktionsfirmen.
1997 folgte ein vierjähriges Studium der Produktion und Medienwirtschaft an der Hochschule für Fernsehen und Film in München. Anschließend erhielt er von seinen Professoren eine Sondererlaubnis für ein weiteres Studium. 2006 schloss er das Studium der Kino- und Fernsehregie ebenfalls mit Diplom ab. Sein Abschlussfilm Sieben Tage Sonntag wurde bei der Uraufführung auf dem Münchener Filmfest 2007 mit dem Mentor Award ausgezeichnet. Der Film wurde auf weiteren renommierten in- und ausländischen Festivals aufgeführt und ausgezeichnet. Die internationale Premiere erfolgte auf dem International Film Festival Rotterdam im Januar 2008. Die Nordamerika-Premiere fand auf dem Tribeca Film Festival in New York City im April 2008 statt.

## Filmographie
- 1998: In The Ghetto (Produzent)
- 1999: Ukulele Blues (Produzent)
- 2007: Sieben Tage Sonntag (Regisseur, Drehbuchautor, Produzent)
- 2008: Time To Destination (Regisseur, Drehbuchautor)
- 2017: Whatever Happens (Regisseur, Drehbuchautor, Produzent)

## Auszeichnungen
- 1998
  - Gerling-Produzentenpreis für "In The Ghetto"

- 2007
  - Lobende Erwähnung in der Kategorie "Bester Nachwuchsfilm" Sieben Tage Sonntag auf dem Filmfest Biberach
  - Mentor Award für Sieben Tage Sonntag auf dem Filmfest München

- 2008
  - Besondere Auszeichnung für Sieben Tage Sonntag auf Festival des deutschen Films in Ludwigshafen
  - Produzentenpreis für Sieben Tage Sonntag als bester Spielfilm auf dem Sehsüchte in Babelsberg
  - Remi Award für Sieben Tage Sonntag auf dem Worldfest Houston International Film Festival
  - Nominierung für Sieben Tage Sonntag als Bester Spielfilm für den Studio Hamburg Nachwuchspreis